# JS Ōsumi
Le JS Ōsumi (pennant number : LST-4001) est le navire de tête de la classe Ōsumi de navires de débarquement de chars de la Force maritime d'autodéfense japonaise (JMSDF).

## Construction et carrière
Le JS Ōsumi a été mis en chantier le 6 décembre 1995 et lancé le 18 novembre 1996 par Mitsui Engineering & Shipbuilding à Tamano. Il a été mis en service dans le 1er groupe de débarquement le 11 mars 1998.
Initialement, en raison d’une décision politique, le navire n’était pas équipé d’un aileron stabilisateur (dispositif de prévention du roulis) qui améliore la stabilité lors des voyages en haute mer et des décollages et atterrissages d’hélicoptères. En 2006, huit ans après sa mise en service, une aide d’urgence internationale a été reçue. Le coût d’installation du stabilisateur a finalement été budgétisé par l’Agence de défense (actuellement le ministère de la Défense) comme coût de réparation d’un grand navire de transport pour répondre à l’activité. En même temps la capacité en carburant d’aviation a été augmentée. Il a également été équipé d’un système de navigation aérienne tactique (TACAN) qui n’était pas disponible au moment de sa mise en service.
Le navire a quitté Kobe le 23 septembre 1999, avec les JS Bungo et JS Tokiwa, pour transporter des logements temporaires afin de compenser les dégâts causés par le tremblement de terre survenu dans le nord-ouest de la Turquie le 17 août. Le premier voyage continu à longue distance de l’histoire de la Force maritime d’autodéfense a été effectué jusqu’à Alexandrie à une vitesse moyenne de 18 nœuds (33 km/h) pendant 23 jours consécutifs sans escale. Le navire est arrivé au port de Haydarpaşa à Istanbul le 19 octobre. Le voyage de retour devait les ramener à Kure le 22 novembre, mais un problème survenu à bord du JS Bungo a retardé leur arrivée d’une journée. Ils arrivèrent à Sasebo le 22.
Du 26 au 28 janvier 2010, avec le JS Kunisaki et l’USS Tortuga, il a participé à un entraînement spécial au transport dispensé à Sasebo et dans les eaux à l’ouest de Kyūshū.
Le navire a livré des fournitures dans la zone sinistrée après le tremblement de terre et le tsunami du Tōhoku en 2011.
De juin à juillet 2012, il a participé au Partenariat du Pacifique 2012, s’est rendu aux Philippines et au Viêt Nam, et a mené dans des activités de soutien médical et des échanges culturels. Une équipe internationale de secours d’urgence a été formée pour réparer les dégâts causés par le typhon Haiyan qui a frappé les Philippines le 8 novembre 2013, et le JS Ōsumi a été envoyé avec le JS Ise et le navire de ravitaillement JS Towada (opération Sankai). Il quitta Kure le 18 novembre, arriva dans le golfe de Leyte le 22 novembre, effectua le transport de fournitures de secours, assura des soins médicaux et des activités de prévention des épidémies, et retourna au Japon le 20 décembre. Le JS Ōsumi devait participer à un entraînement pour la défense des îles éloignées autour d’Okinawa, mais il fut redirigé pour fournir un soutien. La formation devait être suivie par 34 000 personnes, et le JS Ōsumi devait être servir de base dans la zone d’entraînement. L’entraînement à la défense de l’île éloignée lui-même a été annulé en raison de l’abandon du JS Ōsumi.
Le 15 janvier 2014, alors qu’il était en route de Kure vers le chantier naval Mitsui à Tamano pour des travaux de maintenance programmés, le JS Ōsumi a été anormalement approché par le bateau de pêche Yugyosen, qui a tenté de croiser le navire de débarquement de chars par une manoeuvre imprudente. Le JS Ōsumi a averti à plusieurs reprises le bateau de pêche, il a ralenti, mais il tout de même entré en collision avec le Yugyosen. Le bateau de pêche a chaviré, quatre personnes à bord ont été jetées à la mer et secourues par l’équipage de l'Ōsumi, mais deux d’entre elles, le capitaine du bateau de pêche et un pêcheur, sont mortes.
Le 16 mai 2015, le JS Ōsumi se trouvait au large de Kyūshū et faisait partie des moyens navals japonais opérant avec des navires de l’US Navy et de la marine française menant un entraînement conjoint. Le JS Ōsumi navigue avec les navires français Dixmude et Aconit. L’entraînement mutuel à l’embarquement (cross-deck) a été mené avec le Dixmude.
Pendant neuf jours, à partir du 5 mai 2018, le JS Ōsumi a participé à une formation multilatérale conjointe sur l’aide humanitaire et l’organisation de secours en cas de catastrophe avec la marine indonésienne au large de l’île de Lombok. Ensuite, du 22 mai au 2 juin, il a fait escale à Cam Ranh, au Viêt Nam, et a participé aux activités du Partenariat du Pacifique 2018. Le 11 juillet, le navire a transporté des fournitures d’urgence que la ville de Yokosuka a décidé de fournir en réponse à la demande de la ville de Kure sur la base de l’accord de soutien mutuel en cas de catastrophe entre les quatre anciennes villes portuaires militaires. De plus, l’installation de baignade sur le navire a été ouverte pour les membres de la Force terrestre d'autodéfense japonaise. Les 26 et 27 août, le JS Ōsumi effectue un entraînement conjoint avec l’USS Wasp (LHD-1) et plusieurs autres navires dans les eaux autour d’Okinawa,. Du 5 au 19 octobre, le JS Ōsumi participe à un entraînement conjoint nippo-américain mené à Tanega-shima, dans la préfecture de Kagoshima, ainsi que dans l’espace maritime et aérien environnant,.
En 2021, le JS Ōsumi, aux côtés des navires de guerre JS Ise, JS Ashigara, JS Asahi, JS Kongō, JS Otaka, JS Shirataka et d’autres unités navales japonaises, a participé à un entraînement conjoint de 17 jours en mer de Chine orientale, avec les États-Unis, l’Australie et la France.